# Пылец
Пылец — озеро в муниципальном образовании «Полистовское» Бежаницкого района Псковской области.
Площадь — 3,6 км² (362,0 га). Максимальная глубина — 2,1 м, средняя глубина — 0,7 м.
Сточное. Относится к бассейну реки Ашевка, притока реки Сороть, которые, в свою очередь, относится к бассейну реки Великая. С ними связано через Сущёвский канал. Ближайший населённый пункт — деревня Дошаново — находится в 2,5 км к югу от озера.
Тип озера плотвично-окуневый с лещом. Массовые виды рыб: лещ, плотва, окунь, густера, красноперка, золотой карсь, ерш, налим, вьюн, щиповка.
Для озера характерны: торфяно-илистое дно, сплавины; бывают заморы; окружено болотом.
Код водного объекта в государственном водном реестре — 01030000111102000026431.